# Alexej Sjestov
Alexej Alexandrovitj Sjestov (ryska: Алексей Александрович Шестов), född 1896 i byn Tovarkovo i Bogoroditsk ujezd i guvernementet Tula i kejsardömet Ryssland (nu i Bogoroditsk rajon i Tula oblast i Ryssland), död 1 februari 1937 i Moskva, var en sovjetisk politiker. Han var funktionär inom NKVD.

## Biografi
I samband med den stora terrorn greps Sjestov i juli 1936 och åtalades vid den andra Moskvarättegången; enligt åtalet skulle Sjestov ha organiserat sabotage och terrorhandlingar samt ha organiserat ett antisovjetiskt centrum. Sjestov dömdes till döden och avrättades genom arkebusering den 1 februari 1937. Han och de andra avrättade begravdes på Nya Donskojkyrkogården. Sjestov rehabiliterades år 1988.